# О’Коннор, Селеста
Селеста О’Коннор (англ. Celeste O’Connor; род. 2 декабря 1998, Найроби) — американская актриса кенийского происхождения. Известна тем, что сыграла Палому Дэвис в фильме Amazon «Села и Пики».

## Ранние годы и образование
Селеста родилась 2 декабря 1998 года в Найроби, Кения, в семье отца-американца и матери-кенийки. Она и её младший брат были воспитаны родителями в Балтиморе, штат Мэриленд. Посещала подготовительную школу Нотр-Дам и изучала игру на скрипке и пение в подготовительной школе Пибоди. О’Коннор учится в Университете Джонса Хопкинса и специализируется в области общественного здравоохранения и домедицины. Она также прошла курсы исламоведения. О’Коннор интересуется социальными детерминантами здоровья, включая продовольственную безопасность, отсутствие жилищной безопасности и образование.

## Карьера
Первое её появление в кино было в 2017 году в фильме «Болота». О’Коннор сыграла юную версию персонажа Гугу Мбата-Роу в фильме Netflix 2018 года «Незаменимый ты». В 2019 году О’Коннор сыграла Палому Дэвис в фильме «Села и Пики». Репортёр Анага Комарагири из Daily Californian похвалила «тонкое» и «задумчивое присутствие» О’Коннор до «напряжённого финала». В июле 2019 года О’Коннор получила роль в фильме 2021 года «Охотники за привидениями: Наследники». В 2024 году повторила роль в продолжении «Охотники за привидениями: Леденящий ужас».

## Фильмография

### Фильмы
| Год  | Название                                 | Роль                          |
| ---- | ---------------------------------------- | ----------------------------- |
| 2017 | Болота                                   | Эми Джонсон                   |
| 2018 | Незаменимый ты                           | юная Эбби                     |
| 2019 | Села и Пики                              | Палома Дэвис                  |
| 2020 | Дичь                                     | Нила Чоунс                    |
| 2021 | Охотники за привидениями: Наследники     | Лаки Доминго                  |
| 2022 | Между небом и землёй                     | Шеннон                        |
| 2023 | Хороший человек                          | Райан                         |
| 2024 | Мадам Паутина                            | Мэтти Франклин / Женщина-паук |
| 2024 | Охотники за привидениями: Леденящий ужас | Лаки Доминго                  |